# Nienawistna ósemka
Nienawistna ósemka (ang. The Hateful Eight) – amerykański western Quentina Tarantino. W rolach głównych występują: Samuel L. Jackson, Kurt Russell, Jennifer Jason Leigh, Walton Goggins, Demián Bichir, Tim Roth, Michael Madsen oraz Bruce Dern. Akcja filmu rozgrywa się kilka lat po wojnie secesyjnej w amerykańskim stanie Wyoming.
25 grudnia 2015 odbyła się światowa premiera wersji 70 mm, wersja cyfrowa weszła do kin 8 stycznia 2016. W Polsce premiera filmu odbyła się 15 stycznia 2016.

## Fabuła
John Ruth, wraz ze swoim woźnicą O.B. Jacksonem, eskortuje uciekinierkę o imieniu Daisy Domergue do Red Rock, gdzie ma zostać osądzona za morderstwo. Napotykają na Majora Marquisa „Łowcę nagród” Warrena oraz Chrisa „Szeryfa” Mannixa. Nawałnica zmusza czwórkę do zatrzymania się w gospodzie o nazwie Pasmanteria Minnie, gdzie poznają następną czwórkę: Boba „Meksykanina”, Oswalda „Małego” Mobraya, Joego „Kowboja” Gage'a i byłego generała Sanforda „Konfederata” Smithersa. Przez zdradę, kłamstwo oraz oszustwo do ośmiu nieznajomych wkrótce dociera, że mogą nigdy nie dotrzeć do Red Rock.

## Obsada
- Samuel L. Jackson – major Marquis Warren
- Kurt Russell – John Ruth
- Jennifer Jason Leigh – Daisy Domergue
- Walton Goggins – Chris Mannix
- James Parks – O.B. Jackson
- Demián Bichir – Marco Meksykanin aka Señor Bob
- Tim Roth – Pete Hicox aka Oswaldo Mobray
- Michael Madsen – Grouch Douglas aka Joe Gage
- Bruce Dern – generał Sanford „Sandy” Smithers
- Channing Tatum – Jody Domergue
- Dana Gourrier – Minnie Mink
- Zoë Bell – Judy
- Belinda Owino – Gemma
- Lee Horsley – Ed
- Gene Jones – Słodki Dave
- Keith Jefferson – Charly
- Craig Stark – Chester Charles Smithers
- Quentin Tarantino – narrator

## Produkcja

### Początki i wyciek scenariusza
Pierwsze zapowiedzi produkcji filmu wypłynęły z ust Tarantino w listopadzie 2013 roku. W 2014 roku, po wycieku scenariusza do sieci, reżyser postanowił zrezygnować z produkcji filmu i opublikował scenariusz jako powieść. 29 kwietnia 2014 roku w Ace Hotel w Los Angeles artysta wyreżyserował czytanie na żywo scenariusza do porzuconego filmu, w ramach comiesięcznej akcji zapoczątkowanej przez Elvisa Mitchella, która ma na celu czytanie scenariuszy filmów na scenie teatralnej. Aktorami grającymi w przedstawieniu byli między innymi: Samuel L. Jackson, Kurt Russell, Amber Tamblyn, James Parks, Walton Goggins, Zoë Bell, James Remar, Dana Gourrier oraz trójka aktorów, którym scenariusz był znany przed wyciekiem: Bruce Dern, Tim Roth oraz Michael Madsen.

### Preprodukcja
28 maja 2014 Quentin Tarantino oznajmił, że zmienił swoje zdanie dotyczące filmu i zapowiedział, że prawdopodobnie rozpocznie produkcję Nienawistnej ósemki w listopadzie w Wyoming, z aktorami z obsady czytania scenariusza. Podczas konwentu San Diego Comic-Con Tarantino ostatecznie potwierdził realizację filmu i oświadczył, że pracuje nad ostateczną wersją filmu.

### Zdjęcia
Kręcenie zostało ostatecznie zaplanowane na początek roku 2015. We wrześniu 2014 zdecydowano się na styczeń 2015. 26 września 2014 stan Kolorado zobowiązał się wesprzeć produkcję 5 milionami dolarów. Zdjęcia rozpoczęły się 8 grudnia 2014 w Kolorado nieopodal Telluride.
Robert Richardson, który pełnił funkcję operatora podczas produkcji Kill Billa, Bękartów wojny i Django, zdecydował się pracować podczas kręcenia Nienawistnej ósemki na taśmie 70 mm, korzystając z kamery Ultra Panavision 70 oraz anamorficznych obiektywów. Film jest wyświetlany w formacie 2:75:1, w którym zrealizowanych zostało tylko kilka filmów w historii kina. Twórcy nie chcieli również używać procesu digital intermediate.

### Ścieżka dźwiękowa
Quentin Tarantino ogłosił na Comic-Conie w 2015, że Ennio Morricone prawdopodobnie skomponuje ścieżkę dźwiękową do filmu i będzie to pierwszy western od 40 lat z muzyką Morricone od czasu współpracy z Sergio Leone. Kompozytor po produkcji Django powiedział, że nigdy nie będzie już pracował z Tarantino, ale zmienił zdanie i zgodził się na komponowanie dla reżysera.
19 listopada 2015 ścieżka komponowana przez Morricone została oficjalnie potwierdzona przez Decca Records.
28 lutego 2016 Ennio Morricone odebrał Oscara za ścieżkę dźwiękową do filmu w kategorii Najlepsza muzyka oryginalna.